# Рясно (Могилёвская область)
Ря́сно (бел. Расна) — агрогородок в составе Рясненского сельсовета Дрибинского района Могилёвской области Белоруссии. Административный центр Рясненского сельсовета. Статус агрогородка получен 9 апреля 2012 года.

## Этимология
Название села, по мнению белорусского исследователя В. А. Жучкевича, происходит от белорусского названия растения росянки — Рясно[3]. Также есть другая версия названия Рясно, которая связана с древнеславянским языком. Ряснами назывались украшения, которые носили на себе женщины из богатых сословий. Когда Рясно был городом, в нем были хорошо развиты ремесла и торговля, которые приносили немалую прибыль. Это делало его богатым, «рясным поселением».

## Первое упоминание
Первое упоминание о Рясно относится к 1335 году.
В 1499 году Рясно переходит к М. Жеславскому князю[кому?] Мстиславского[кого?]. С 1508 года Рясно — поветовый город Мстиславского княжества.
В начале XVI века Рясно был уездным городом Мстиславского княжества, выполнявшим в то время функции административного и торгово-ремесленного центра. Власть в городе возглавлял войт, также в городе размещалось руководство Рясненского воеводства. В Рясно жили ремесленники 27 специальностей (согласно документам), среди которых были гончары, ткачи, оружейники, кожевенники и другие. А также Рясно славился своими ярмарками, на которые съезжались купцы из крупных городов.

## Географическое положение
Стоит на реке Вербовка, притоке Прони.

## История

### В составе Речи Посполитой
После возникновения Речи Посполитой Рясно стал поветовым городом Мстиславского княжества (позже воеводства). Находясь на порубежье, Рясно постоянно подвергался нападениям и разорениям от русских военных отрядов.
Рясно упоминается в событиях Северной войны (1700—1721 гг.) В июле 1708 года в Рясно и других окрестных сёлах располагались русские войска. 17 июля 1708 года император Пётр I прибыл в Рясно, где находились в то время Семеновский и Преображенский полки. Царь сделал смотр гвардии и ночью 18 июля вместе с армией отбыл в Чаусы. Упоминается в 1756 году как город, собственность великого князя, с иезуитской миссией (с костелом и монастырем), синагогой, церковью, богадельней, Старым и Новым рынками в Мстиславском воеводстве ВКЛ.

### В составе Российской империи
После первого раздела Речи Посполитой в 1772 году Рясно вошло в состав Российской империи, владение графа М. Потея. Однако он отказался принести присягу Екатерине Второй и поэтому перешла в государственную собственность. В статистическом описании Могилевской губернии 1784 года Рясно было уже названо местечком, в нём жило 218 человек.
В 1791 году Рясно было пожаловано Марии Приклонской, потом в разные годы принадлежала М. Ф. Ельяшевичу (1848), Л. Стаховскому и с 1870 года А. А. Спыткову.
К 1819 г. в Рясно был построен каменный костел, стены которого сохранилась до настоящего времени. В Рясно действовала и православная церковь. 1847 г. — по данным ревизии Ряснянское еврейское общество состояло из 531 души.
С 1861 г. Рясно — центр волости. Там в 93 деревянных домах проживало 638 жителей. Работала церковь, костёл, синагога, два еврейских молитвенные школы (хедеры).
Во время польского восстания под руководством К. Калиновского в 1863 году местечке захватил отряд под руководством Л. Звеждовского и сжёг все дела и бумаги станового пристава.
В 1888 году в Рясно жило — 818 чал. (404 муж. и 414 жен.), в том числе 169 православных, 8 католиков, 1 протестант, 640 иудеев. Работала водяная мельница, круподёрка, маслобойка, винокуренное производство, лавки, питейный дом и др.
По данным переписи 1897 года в Рясне в 137 домах проживало 1282 человека (352 православных и 918 евреев). Работали 2 круподёрки, водяная мельница с ткацким станком, почта и телеграф, церковь, синагога, приходская школа, 3 синагоги, богадельня, 39 лавок, 2 трактира. ежегодно несколько раз проводились ярмарки.
Были церковь, костёл, синагога и три еврейских молитвенных дома, почтово-телеграфное отделение, богадельню, 39 лавок. К 1909 году в Рясно было уже 320 зданий, центральная улица была уложена каменной брусчаткой. Через Рясно проходила почтовая дорога из Мстиславля в Могилёв. В 1910 г. — в Рясне проживало 1054 жителя.

### В советский период
С 11.07.1919 г. местечко Рясно, центр Ряснянский уезда, с 1924 года по 1931 год — центр Ряснянского района Калининского округа. В первые годы Советской власти в Рясне организована одна коммуна. Ряснянский район был ликвидирован в 1931 году, после этого в Рясно расположился одноименный сельский Совет, а само Рясно стало деревней.
В годы Великой Отечественной войны в Рясно было создано еврейское гетто. 03.03.1942 г. в Лисичьем логу фашистами и местными полицейскими было расстреляно около 600 евреев, жителей Рясны и беженцев из западных районов и приехавших на летние каникулы детей и их родителей.

### В послевоенный период
После войны Рясно отстроили заново, открыли детский дом, восстановили спиртзавод. В 1959 году село было в составе Горецкого района, с 1989 года в составе Дрибинского района.
В 1990 году в селе построили дома для переселенцев из территорий, загрязненных в результате аварии на Чернобыльской АЭС. С 20 мая 2001 года в селе действует сельскохозяйственное предприятие «Заветы Ленина». 29 декабря 2009 года Расно получила статус агрогородка.
В настоящее время в Расно работают сельский Совет, общеобразовательная и вспомогательная школы, детский сад, больница, поликлиника, Дом культуры, библиотека, аптека, почта, лесничество.

## Население
- 1810 год — 369 человек.
- 1897 год — 1282 человека (православных 352, евреев 918)[4].
- 1999 год — 854 человека
- 2010 год — 764 человека

## Культура
- Дом культура
- Музей ГУО "Рясненская средняя школа"

## Достопримечательности
- Комплекс бывшей усадьбыКостёл святого Казимира — уникальный памятник архитектуры в стиле классицизма, аналогов которого больше нет на Могилёвщине, так как в основном такие памятники архитектуры сохранились в Минской области. В 1751 году на средства Рогачевского старосты и владельца поместья М. Пацея в Рясно был построен деревянный иезуитский костёл св. Косьмы, рядом с которым было отведено место для захоронения ксендзов и других католиков. Спустя 3 года в Рясно начала действовать иезуитская миссия. В 1794 году деревянный костёл сгорел, и в 1812 году на его месте, началось строительство нового каменного костёла. В 1819 году новый костёл был освящён во имя св. Казимира. Рясненский приход был упразднен, а костёл переименовали в филию. Дальше развернулось дело о передаче костёла православным прихожанам. Достоверно неизвестно, был ли он православным. В поздних документах храм упоминается как римско-католический костёл. В дальнейшем стало известно, что в 1910 году он был действующим и в хорошем состоянии. Годы Великой Отечественной войны (1941—1945 гг.) нанесли костёлу серьёзные повреждения, а местное население вскоре начало растаскивать храм на кирпичи. Также исчезли орган и статуи святых. Из всего уцелели только стены и колонны, которые мы можем видеть и сегодня.
- Винодельня
- Еврейское кладбище
- Церковь Святого Николая (1887-1891). Недействующая
- Усадьба Спытковых (XIX в.)
- Свято-Троицкая церковь (нач. XXI в., каменная).

## Известные земляки
- Арбатова Миа (1911-1990) — известная израильская балерина, преподаватель классического балета, ее именем назван международный конкурс артистов балета.
- Бутромеев Владимир Петрович (род. 1953) — белорусский писатель и драматург.
- Кац Арон (1953 г.р.) — участник Великой Отечественной войны, генерал-майор Советской Армии.
- Казанов Борис (род. 1938) — белорусский и российский писатель и сценарист.
- Попков Сергей Петрович (р. 1957) — белорусский государственный деятель, министр связи и информатизации Республики Беларусь.